# Асадулаев, Даку Юсупович
Даку Юсупович Асадулаев (авар. Даку Юсупил Асадулагьев; 23 мая 1936, Митлиуриб, Кахибский район, ДАССР, РСФСР, СССР — 14 сентября 1976, Тлярата, Тляратинский район, ДАССР, РСФСР, СССР) — советский дагестанский певец, игрок на пандуре, актёр. Заслуженный артист Дагестанской АССР (1968), народный артист Дагестанской АССР (год присвоения неизвестен). 
Народом и музыковедами признан классиком аварской песни. 

## Биография
Даку Асадулаев родился 23 мая 1936 года в селе Митлиуриб Кахибского района (ныне — Шамильского района) в семье учителя. Был приглашен на работу в Дом культуры Хунзахского района, где он вскоре был назначен его директором. 
Некоторое время работал солистом коллектива Дагтелерадио, где он и стал наиболее известным. Исполнял различные песни на слова поэтов Дагестана. 
После окончания в 1968 году отделения клубных работников был принят актером в Аварский музыкально-драматический театр им. Гамзата Цадасы. За творческие успехи на сцене получил звание Заслуженного артиста Дагестанской АССР.
С 1974 года Даку Асадулаев работал солистом в Государственной филармонии, в 1975 году был назначен руководителем ансамбля «Мелодии Дагестана». Возглавляемый им коллектив гастролировал по всем районам республики, пропагандируя народные и авторские песни дагестанских композиторов. Его коллектив участвовал во Всероссийских смотрах. Был представлен к званию «Народный артист Дагестанской АССР».
Погиб в результате аварии в Тляратинском районе 14 сентября 1976 года.

## Память
- В честь Асадулаева в 2022 году названа улица в Махачкале в микрорайоне «Эльтав», бывшая Тростниковая[5][6].
- В память об Даку Асадулаеве существует фонд, названный его именем, который возглавляет Асхабали Гасанов[7].